# Stazione di Mori
Stazione di Mori vasútállomás Olaszországban, Trentino-Alto Adige régióban, Mori településen.

## Vasútvonalak
Az állomást az alábbi vasútvonalak érintik:
- Brenner-vasútvonal

## Kapcsolódó állomások
A vasútállomáshoz az alábbi állomások vannak a legközelebb: 
- Stazione di Rovereto
- Stazione di Serravalle all'Adige